# George Henry Lewes
 (décembre 2023).
Si vous disposez d'ouvrages ou d'articles de référence ou si vous connaissez des sites web de qualité traitant du thème abordé ici, merci de compléter l'article en donnant les références utiles à sa vérifiabilité et en les liant à la section « Notes et références ».
Pour les articles homonymes, voir Lewes (homonymie).
George Henry Lewes, né le 18 avril 1817 à Londres et mort le 30 novembre 1878  dans la même ville, est un philosophe et un critique littéraire britannique.
Il fait partie du bouillonnement d'idées qui anima le milieu de l'ère victorienne, avec les débats sur le darwinisme, le positivisme et le scepticisme religieux. Marqué par le Printemps des peuples, il a défendu l'idée d'une Angleterre républicaine en 1850, en lançant le périodique The Leader.
Il est cependant surtout connu aujourd'hui pour avoir ouvertement partagé la vie de George Eliot, une âme-sœur dont la vie et les écrits furent enrichis par leur amitié.

## Biographie
George Henry Lewes est le plus jeune des trois fils de John Lee Lewes (1776-1831), un poète mineur originaire de Liverpool et d'Elizabeth Ashweek (1786-1870) ; il est aussi petit-fils de l'acteur comique Charles Lee Lewes (en) (1740-1803). Après avoir étudié brièvement la médecine, il se lance dans la littérature en publiant un roman Ranthorpe  en 1847 puis dans la philosophie ; le  18 février 1841 il épouse Agnès Jervis à l'église Sainte-Marguerite de Westminster, le couple a donné naissance à cinq enfants, dont deux meurent lors de leur petite enfance. Agnès entame une relation amoureuse avec Thornton Leigh Hunt (en) avec qui elle a quatre enfants. Partisan de l'amour libre, George Henry Lewes ferme les yeux sur la relation adultérine de son épouse, assure les frais d'éducation des enfants nés d'Agnès et de Thornton Leigh Hunt. Par ailleurs, il publie diverses recensions des œuvres de Charlotte Brontë et de Charles Dickens dont il devient un ami. Il est également connu par ses articles dans diverses revues et journaux qui présentent la philosophie positiviste d'Auguste Comte aux britanniques et en 1850, avec son ami Thornton Leigh Hunt, il fonde un hebdomadaire « radical », autrement dit républicain, The Leader (journal britannique) (en) dans lequel, notamment, il fait des recensions de représentations théâtrales,,.
Mort le 30 novembre 1878 à Londres, il est enterré au cimetière de Highgate.

## Publications
- The Biographical History of Philosophy (1846). Adamant Media 2002:  (ISBN 0543969851)
- The Spanish Drama (1846)
- Ranthorpe (1847). Adamant Media 2005:  (ISBN 1402175647)
- Rose, Blanche and Violet (1848)
- Robespierre (1849)
- Comte's Philosophy of the Sciences, 1853[6], Adamant Media 2000,  (ISBN 1402199503)
- Life of Goethe, 1855, Adamant Media 2000:  (ISBN 0543930777)
- Seaside Studies, 1858
- Physiology of Common Life, 1859
- Studies in Animal Life, 1862
- Aristotle, A Chapter from the History of Science, 1864, Adamant Media 2001,  (ISBN 0543817539)
- Actors and Acting (1875)
- The Problems of Life and Mind
  - First Series: The Foundations of a Creed, vol. I, 1875, Kessinger Publishing 2004,  (ISBN 1417925558)
  - The Foundations of a Creed, vol. II (1875). University of Michigan Library,  (ISBN 1425555780)
  - Second Series: The Physical Basis of Mind (1877)
  - Third Series: Mind as a Function of Organism (1879)
- New Quarterly (Londres, octobre 1879)
- J. W. Cross, George Eliot's Life as Related in her Letters and Journals, trois tomes, New York, 1885